# Тренч'янське Ястраб'є
Тренч'янське Ястраб'є (словац. Trenčianske Jastrabie) — село, громада округу Тренчин, Тренчинський край. Кадастрова площа громади — 12.25 км².
Населення 1242 особи (станом на 31 грудня 2020 року).

## Історія
Тренч'янське Ястраб'є згадується 1269 року.

## Географія
Протікають Ястрабський потік; Митицький потік і Свінянський потік.

## Населення
| Рік:            | 1994. | 2004.   | 2014.   | 2024.    |
| --------------- | ----- | ------- | ------- | -------- |
| Кількість осіб: | 1224  | 1206    | 1214    | 1391     |
| Різниця:        |       | -1,47 % | +0,66 % | +14,57 % |

| Рік:            | 2023. | 2024.   |
| --------------- | ----- | ------- |
| Кількість осіб: | 1382  | 1391    |
| Різниця:        |       | +0,65 % |